# Stewart Heights
Stewart Heights är en kulle i Antarktis. Den ligger i Östantarktis. Nya Zeeland gör anspråk på området. Toppen på Stewart Heights är 2 760 meter över havet, eller 358 meter över den omgivande terrängen. Bredden vid basen är 10,3 km.
Terrängen runt Stewart Heights är kuperad västerut, men österut är den bergig. Trakten är obefolkad. Det finns inga samhällen i närheten.